# Asociación Médica Mundial
La Asociación Médica Mundial (AMM) (The World Medical Association, WMA, en inglés) es la Confederación Internacional e Independiente de Asociaciones Profesionales de Médicos en medicina general, siendo la primera organización formada representándolos en todo el mundo. La AMM fue formalmente establecida el 18 de septiembre de 1947 y agrupa (en 2025) a 115 Asociaciones Médicas Nacionales y a más de 10 millones de médicos.
La AMM se establece como un foro abierto a sus miembros para comunicarse libremente, cooperar activamente y llegar a consensos sobre la ética médica y las competencias profesionales para promover la libertad profesional de los médicos en todo el mundo. Esta agrupación tan singular pretende facilitar el cuidado y la protección para los pacientes en un ambiente saludable, mejorando la calidad de vida de todas las personas del mundo.

## Misión
El propósito de la AMM es servir a la humanidad mediante el logro del más alto nivel posible en educación médica, ciencia médica, ética médica, y atención médica para todas las personas del mundo.

## Historia[1]
La AMM fue fundada el 18 de septiembre de 1947 cuando médicos de 28 países se reunieron en la Primera Asamblea General de la AMM en París. La creación de esta organización surgió de una idea que nació en la sede de la Asociación Médica Británica, en 1945, en una reunión organizada en Londres para iniciar los planes para una organización médica internacional que remplazaría “l'Association Professionnelle Internationale des Médecins", que había suspendido sus actividades debido a la Segunda Guerra Mundial.
El inglés, el francés y el español se declararon los idiomas oficiales de la asociación, que aún lo son hoy en día. Se acordó también que un boletín sería publicado y conocido como el órgano oficial de la AMM.
Para facilitar el apoyo financiero de las asociaciones miembros, en 1948, la Junta Ejecutiva, conocida como el Consejo, estableció el Secretariado de la AMM en la ciudad de Nueva York con el fin de proporcionar una estrecha relación con las Naciones Unidas y sus diversos organismos. El Secretariado de la AMM permaneció en la ciudad de Nueva York hasta 1974, cuando por razones de economía y con el fin de operar en las cercanías de las organizaciones internacionales con sede en Ginebra (OMS, OIT, CIE, ISSA, etc.) fue trasladado a su actual ubicación en Ferney-Voltaire, Francia.
Los miembros de la AMM comenzaron a reunirse en un encuentro anual, que desde 1962 lleva el nombre "Asamblea Médica Mundial."
Desde sus inicios, la AMM ha mostrado su preocupación por el estado de la ética médica en general y el mundo, teniendo la responsabilidad de establecer normas éticas para los médicos del mundo. En 1946, un comité de estudio fue designado para preparar una "Carta Ética de la Medicina", que debería ser adoptada como un juramento o promesa para todos los médicos del mundo en recibir su título de médico. Se necesitaron dos años de estudio intenso de los juramentos y las promesas presentadas por las asociaciones miembros para redactar una versión modernizada del antiguo juramento de Hipócrates, que fue enviada a su consideración en la II Asamblea General en Ginebra en 1948. Finalmente, se aprobó y la Asamblea decidió llamarla "La Declaración de Ginebra".
También en la misma II Asamblea General se recibió un informe sobre "los crímenes de guerra y la medicina". Esto llevó al Consejo a designar otra Comisión de Estudio para preparar un Código Internacional de Ética Médica, que después de un amplio debate, fue aprobado en 1949 por la III Asamblea General.
Incluso después de la aprobación de estos dos documentos, la AMM estuvo constantemente informada sobre las violaciones de la ética médica, los crímenes cometidos por los médicos en tiempos de guerra, la experimentación humana no ética, entre otros problemas en el campo de la ética médica y los derechos de los médicos. Esta información hizo que el Consejo estableciera un Comité permanente de Ética Médica en 1952, que ha estado trabajando activamente desde entonces, como se puede ver en las declaraciones de la AMM y sus continuas actualizaciones.

## Estructura[4]
El principal órgano de toma de decisiones de la AMM es la Asamblea General, que se reúne anualmente y está formada por delegaciones de las asociaciones nacionales miembros, directivos y miembros del Consejo de la AMM, y los representantes de los Miembros Asociados (los Miembros Asociados son médicos individuales que forman parte de la AMM).

### Asamblea general
La Asamblea elige el Consejo de la AMM cada dos años, con representantes provenientes de cada una de las seis regiones de la AMM, es decir, África, Asia, Europa, América Latina, América del Norte y Pacífico. También elige al presidente de la AMM cada año, que es el Jefe Ceremonial de la AMM. El Presidente, el Presidente Electo y el expresidente forman el Presidium que está disponible para hablar en nombre de la AMM y representarla oficialmente.

### Consejo
Cada dos años, el Consejo de la AMM, excluyendo el Presidium, elige un Presidente que es el jefe político de la organización.
Como Director Ejecutivo de una de las unidades operativas de la AMM, el Secretario General, tiene un empleo de tiempo completo en el Secretariado y es designado por el Consejo de la AMM.

## Secretariado
El Secretariado de la AMM se encuentra en Ferney-Voltaire, Francia, cerca de la ciudad de Ginebra.

## Lenguas oficiales
El inglés, el español y el francés son las lenguas oficiales de la AMM desde su creación.

## Miembros[2]
Los tipos de membresía de los que consta la AMM son los siguientes:
- Los Miembros Constituyentes:son las asociaciones nacionales de médicos de diferentes países en el mundo (a veces estas organizaciones se denominan asociaciones médicas nacionales). Estas asociaciones son ampliamente representativas de los médicos de su país y varían según el país entre cámaras, órdenes, consejos, asociaciones privadas, etc. Algunos de estas tienen la obligación de afiliación y otros son sindicatos.

- Los Miembros Asociados: se aplica a los médicos individuales que quieren unirse a la AMM, y que tienen derecho a voto en la Reunión Anual de Miembros Asociados y el derecho a participar en la Asamblea General a través de los representantes elegidos de los Miembros Asociados.

## Proyectos actuales[5]
La AMM está activa en diversas áreas de acción, especialmente en Ética, Derechos Humanos, Salud Pública y Sistemas de Salud.
En cuanto a la ética, la AMM tiene varias declaraciones y resoluciones con las que trata de ayudar a guiar las asociaciones médicas nacionales, gobiernos y organizaciones internacionales de todo el mundo. Una amplia gama de temas están cubiertos, como los derechos de los pacientes, la investigación en seres humanos, la atención de los enfermos y heridos en tiempo de conflicto armado, la tortura de prisioneros, el uso y abuso de drogas, la planificación familiar y la contaminación.
La AMM también trabaja en las siguientes áreas:
- Educación Médica,
- Planificación de los Recursos Humanos en el área médica,
- Seguridad del Paciente,
- Liderazgo y desarrollo de la carrera profesional,
- Defensa de los derechos de los médicos,
- Medicina y seguridad en el trabajo,
- Fortalecimiento de la democracia en las nuevas asociaciones médicas
- Políticas relacionadas con temas de salud pública
- Proyectos de control del consumo de tabaco y las vacunaciones

La AMM también trabaja en Proyectos Educacionales como el curso de medicina en prisiones, el curso de actualización en tuberculosis, o el curso de ética en resistencias antibióticas conjuntamente con la Universidad de George Mason y la Sociedad Internacional de Resistencia a los Antibióticos.

## Publicaciones[6]
La AMM publica regularmente los siguientes documentos, algunos de los cuales en varios idiomas:
- World Medical Journal
- Manual de Ética Médica de la AMM
- World Medical and Health Policy Journal
- Médicos Dedicados del Mundo
- Manuales
- Documentos de Información

## Relaciones oficiales[7]
Las Asociaciones y alianzas con otras asociaciones de profesionales de la salud, los organismos gubernamentales y no gubernamentales, entidades comerciales y las asociaciones médicas regionales apoyan el trabajo de la AMM para proporcionar la mejor atención posible a los pacientes de todo el mundo.
Centros académicos (centros cooperantes)
- El Centro para la Salud Global y la Diplomacia Médica de la Universidad del Norte de Florida en Liderazgo Médico y Diplomacia Médica

- El Centro de Estudios de Políticas y Prácticas Médicas Internacionales, de la Universidad de George Mason (Virginia) sobre la resistencia microbiana y el desarrollo de las políticas públicas de salud.

- El Instituto de Ética e Historia de la Medicina de la Universidad de Tübingen

- El Instituto de Derecho de la Salud, de la Universidad de Neuchâtel, en Suiza.

- Centro de Bioética Steve Biko, Universidad de Wiltwatersrand, Johannesburgo, Sudáfrica.

Corporaciones
- Bayer Farmacéutica

- Eli Lilly and Company

- GlaxoSmithKline

- Pfizer Inc.

Recursos educacionales
- Health Sciences Online HSO

- Health InterNetwork (HINARI)

Organismos internacionales
- Amnistía Internacional - AI

- International Federation of Associations of Pharmaceutical Physicians - IFAPP

- International Federation of Pharmaceutical Manufacturers & Associations IFPMA

- International Hospital Federation - IHF

- International Rehabilitation Council for Torture Victims - IRCT

- Physicians for Human Rights - PHR

- International Society for Health and Human Rights - ISHHR

- World Health Editors’ Network - WHEN

- Public Service International - PSI

- World Self-Medication Industry - WSMI

Estudiantes de medicina
- International Federation of Medical Students’ Associations - IFMSA

Organizaciones de pacientes
- International Alliance of Patients’ Organizations - IAPO

Organizaciones profesionales
La AMM es miembro de la World Health Professions Alliance (WHPA), que combina y refuerza las relaciones internacionales entre médicos (World Medical Association), enfermeros (International Council of Nurses), farmacéuticos(International Pharmaceutical Federation), dentistas (World Dental Federation) y fisioterapeutas (World Confederation for Physical Therapy) para trabajar conjuntamente para alcanzar el nivel más alto posible de atención médica para todas las personas del mundo. 
Otras relaciones con organizaciones internacionales incluyen:
- Guidelines International Network - G-I-N

- International Confederation of Midwives - ICM

- International Council of Medical Scientific Organizations CIOMS

- International Federation of Physiotherapists - WCPT

- Medical Women’s International Association - MWIA

- World Federation for Medical Education - WFME

- World Psychiatric Association - WPA

- World Veterinary Association  - WVA (MOU mutually signed by the WVA and WMA on 12 October 2012)

- One Health Initiative

- Cruz Roja/Media Luna Roja

- International Committee of the Red Cross - ICRC

- La Federación Internacional de Sociedades de la Cruz Roja y de la Media Luna Roja - IFRC

Organizaciones médicas regionales
- African Medical Association - AfMA

- Confederation of Medical Associations of Asia and Oceania - CMAAO

- Conference of the Central and East European Chambers

- European Forum of Medical Associations and EFMA/OMS

- Forum of Ibero-American Medical Associations - FIEME

- Medical Association of South East Asian Nations - MASEAN

- Medical Confederation of Latin-America and the Caribbean - CONFEMEL

- Standing Committee of European Physicians - CPME

La AMM también tiene relaciones oficiales con la Organización Mundial de la Salud, (OMS; World Health Organization), con la Organización de las Naciones Unidas (ONU; United Nations Organization) así como otros cuerpos de la ONU y programas especializados que tratan directamente con los problemas de salud.
Otros ejemplos de relaciones son: el Programa Conjunto de las Naciones Unidas sobre el VIH/sida (UNAIDS), la Organización Internacional del Trabajo (OIT), la International Organization for Migration (IMO), la (Unesco), la United Nations Children's Fund (Unicef), la Organización de las Naciones Unidas para la Alimentación y la Agricultura (FAO), la United Nations High Commissioner for Refugees (UNHCR) y la United Nations Environment Program (UNEP).